# Fregata klase Formidable
Višenamjenske nevidljive fregate klase Formidable najnovije su površinske plovilice koje su ušle u službu mornarice Republike Singapur i višenamjenske su izvedenice klase La Fayette francuske mornarice. Šest brodova čini Prvu flotilu singapurske mornarice.

## Planiranje i nabava
Potraga za zamjenom za zastarjele raketne topovnjače klase Sea Wolf, koje su ušle u službu 1972., započela je sredinom 1990-ih. U nadmetanju za ugovor sudjelovale su Sjedinjene Američke Države, Švedska i Francuska. U ožujku 2000. singapursko ministarstvo obrane dodijelilo je ugovor DCNS-u za projektiranje i izgradnju šest fregata. Ključna značajka ugovora bio je dogovor o prijenosu tehnologije. Prema dogovoru, DCNS je trebao projektirati i izgraditi prvu fregatu u svom brodogradilištu Lorient u Francuskoj, dok je preostalih pet fregata trebao lokalno izgraditi Singapore Technologies (ST) Marine u svom brodogradilištu Benoi u Singapuru. Naknadno održavanje i rekonstrukciju sredinom radnog vijeka obavit će ST Marine.
Izgradnja Formidablea započela je polaganjem kobilice u Lorientu u studenom 2002. godine.

## Projektiranje i izgradnja
Značajke smanjenja radarskog udarnog presjeka (RCS) ugrađene su u dizajn klase Formidable, s nagnutim stranama trupa i bedemima, kao i skrivanjem brodskih čamaca i opreme za dopunu na moru iza zavjesa s niskim RCS-om. Klasa Formidable ima značajno smanjeni profil od klase La Fayette i njenih ostalih izvedenica, zbog manje superstrukture i upotrebe tehnologije zatvorenog senzorskog jarbola. Fregata je također u potpunosti izgrađena od čelika, za razliku od klase La Fayette koja u velikoj mjeri koristi kompozitne strukture koje štede težinu. Fregate također mogu ostati na moru duže vrijeme. 

### Senzori i sustavi
Fregate su opremljene višenamjenskim radarom Thales Herakles s pasivnim elektroničkim skeniranjem, koji omogućuje trodimenzionalni nadzor do 250 km udaljenosti. Radar omogućuje sveobuhvatnu automatsku pretragu i praćenje zračnih i površinskih ciljeva, a integriran je sa sustavom protuzračne obrane MBDA Aster. Koristeći DCNS Sylver vertikalni lansirni sustav (VLS), svaka je fregata opremljena s 32 ćelije. Prijavljeno je da fregate imaju posebnu konfiguraciju projektila zemlja-zrak, kombinirajući radar Thales Herakles s lanserom Sylver A50 i mješavinom projektila Aster 15 i 30.

### Naoružanje
Fregate su opremljene projektilima Boeing Harpoon i topovima OTO Melara 76 mm za površinsku obranu. Projektil Harpoon ima domet od 130 km (70 nmi) i koristi aktivno radarsko navođenje. Naoružan je s 227 kilogramskom bojnom glavom. U središtu broda ima mjesta za čak 24 projektila Harpoon, što ga čini najbolje naoružanim brodom svoje klase. Top puca 6 kg granate do maksimalnog dometa od 30 km pri brzini paljbe do 120 metaka u minuti.
Fregate su također opremljene aktivnim niskofrekventnim tegljenim sonarom EDO Corporation koji omogućuje detekciju i klasifikaciju podmornica velikog dometa, kao i lakim torpedima EuroTorp A244/S Mod 3 koji se ispaljuju iz dva trocijevna lansera B515 skrivena iza bedema.
Fregate su opremljene mornaričkim helikopterima Sikorsky S-70 B, međunarodnim derivatom mornarice Sjedinjenih Država Sikorsky SH-60B Seahawk. Ministarstvo obrane potpisalo je ugovor sa tvrtkom Sikorsky Aircraft Corporation u siječnju 2005. o nabavi šest ovih helikoptera, koji će biti sastavni dio fregata. Svaki od ovih mornaričkih helikoptera opremljen je Telephonics AN/APS-143 Ocean Eye X-pojasnim radarom za pomorski nadzor i praćenje, dubinskim sonarom L-3 Communications Helicopter Long Range Active Sonar (HELRAS), 3 torpeda  EuroTorp A244/S Mod i elektrooptičkim sustavom Raytheon AAS-44 za infracrveno otkrivanje i praćenje. Mornarički helikopteri bit će podignuti kao eskadrila u zračnim snagama Republike Singapur i njima će upravljati piloti zračnih snaga, ali će operateri sustava biti iz mornarice.